# Maria Clara Pacheco
Maria Clara Lima Pacheco (16 de julio de 2003) es una deportista brasileña que compite en taekwondo.
Ganó dos medallas en los Juegos Panamericanos de 2023, plata en la categoría de –57 kg y bronce en la prueba de equipo, y una medalla de bronce en el Campeonato Mundial de Taekwondo de 2023.

## Palmarés internacional
| Juegos Panamericanos | Juegos Panamericanos | Juegos Panamericanos | Juegos Panamericanos |
| Año                  | Lugar                | Medalla              | Categoría            |
| -------------------- | -------------------- | -------------------- | -------------------- |
| 2023                 | Santiago (Chile)     | Medalla de plata     | –57 kg               |
| 2023                 | Santiago (Chile)     | Medalla de bronce    | Equipo               |
| Campeonato Mundial   |                      |                      |                      |
| Año                  | Lugar                | Medalla              | Categoría            |
| 2023                 | Bakú (Azerbaiyán)    | Medalla de bronce    | –57 kg               |